# Jacksonia scoparia
Jacksonia scoparia, thường được biết đến với tên dogwood (do nó có mùi nặng khi đốt), là một loài cây bụi bản địa của Queensland, Úc và miền đông New South Wales trong họ Đậu.